# Новоандріївська сільська рада (Сімферопольський район)
Новоандрі́ївська сільська́ ра́да — адміністративно-територіальна одиниця та орган місцевого самоврядування в Сімферопольському районі Автономної Республіки Крим. Адміністративний центр — село Новоандріївка.

## Загальні відомості
- Населення ради: 3 231 особа (станом на 2001 рік)

## Населені пункти
Сільській раді підпорядковані населені пункти:
- с. Новоандріївка
- с. Сухоріччя
- с. Харитонівка

## Склад ради
Рада складається з 20 депутатів та голови.
- Голова ради: Лаптєв Леонід Миколайович
- Секретар ради: Іваненко Тетяна Михайлівна

### Керівний склад попередніх скликань
| Прізвище, ім'я, по батькові | Основні відомості                                                          | Дата обрання | Дата звільнення |
| --------------------------- | -------------------------------------------------------------------------- | ------------ | --------------- |
| Романчук Ганна Вінцевна     | Сільський голова, 1954 року народження, член Соціалістичної партії України | 26.03.2006   | 31.10.2010      |
| Лаптєв Леонід Миколайович   | Сільський голова, 1953 року народження, освіта вища, безпартійний          | 31.10.2010   |                 |

Примітка: таблиця складена за даними сайту Верховної Ради України

### Депутати
За результатами місцевих виборів 2010 року депутатами ради стали:

#### За суб'єктами висування
| Суб'єкт висування | Кількість обраних депутатів | %  |
| ----------------- | --------------------------- | -- |
| Партія регіонів   | 13                          | 65 |
| Самовисування     | 7                           | 35 |

#### За округами
| № округу        | Прізвище, ім'я, по батькові     | Дата визнання обраним | Освіта  | Партійна приналежність                                | Відомості про обраного депутата                                           |
| --------------- | ------------------------------- | --------------------- | ------- | ----------------------------------------------------- | ------------------------------------------------------------------------- |
| Партія регіонів |                                 |                       |         |                                                       |                                                                           |
| 1               | Бережной Віталій Федорович      | 04.11.2010            | середня | член Партії регіонів                                  | пенсіонер                                                                 |
| 2               | Братан Галина Михайлівна        | 04.11.2010            | середня | член Партії регіонів                                  | ДП «Ілліч-Агро Крим» ПАТ «ММК ім. Ілліча», філія агроцех № 62, свиновод   |
| 3               | Фесенко Анатолій Володимирович  | 04.11.2010            | середня | член Партії регіонів                                  | ДП «Ілліч-Агро Крим» ПАТ «ММК ім. Ілліча», філія агроцех № 62, бригадир   |
| 4               | Панова Людмила Іванівна         | 04.11.2010            | середня | член Партії регіонів                                  | ДП «Ілліч-Агро Крим» ПАТ «ММК ім. Ілліча», філія агроцех № 62, секретар   |
| 5               | Арсенов Геннадій Володимирович  | 04.11.2010            | середня | член Партії регіонів                                  | ПП «Автодель», автомийник                                                 |
| 6               | Велінець Катерина Антонівна     | 04.11.2010            | вища    | позапартійна                                          | Новоандріївська сільська рада, соціальний інспектор                       |
| 9               | Гоптарєв Олександр Анатолійович | 04.11.2010            | середня | член Партії регіонів                                  | ВАТ «Кримгаз», слюсар                                                     |
| 14              | Бахтинська Надія Леонідівна     | 04.11.2010            | середня | член Партії регіонів                                  | тимчасово не працює                                                       |
| 15              | Мозуль Тетяна Володимирівна     | 04.11.2010            | середня | член Партії регіонів                                  | ДП «Ілліч-Агро Крим» ПАТ «ММК ім. Ілліча», філія агроцех № 62, кастелянка |
| 16              | Коровушкін Юрій Опанасович      | 04.11.2010            | середня | член Партії регіонів                                  | «Міськводоканал», м. Сімферополь, слюсар-ремонтник                        |
| 17              | Гримайло Максим Петрович        | 04.11.2010            | вища    | член Партії регіонів                                  | ДП «Ілліч-Агро Крим» ПАТ «ММК ім. Ілліча», філія агроцех № 62, агроном    |
| 18              | Клименко Микола Григорович      | 04.11.2010            | середня | член Партії регіонів                                  | ДП «Ілліч-Агро Крим» ПАТ "ММК ім. Ілліча"філія агроцех № 62, бригадир     |
| 20              | Омельченко Наталя Іванівна      | 04.11.2010            | вища    | член Партії регіонів                                  | ДП «Ілліч-Агро Крим» ПАТ "ММК ім. Ілліча"філія агроцех № 62, комірник     |
| Самовисування   |                                 |                       |         |                                                       |                                                                           |
| 7               | Акаф'єва Валентина Олексіївна   | 04.11.2010            | вища    | позапартійна                                          | пенсіонер                                                                 |
| 8               | Жорник Гульнара Елеусинівна     | 04.11.2010            | вища    | позапартійна                                          | Гвардійська районна лікарня № 1, лікар                                    |
| 10              | Захарчук Володимир Іванович     | 04.11.2010            | середня | член Соціал-демократичної партії України (об'єднаної) | тимчасово не працює                                                       |
| 11              | Іваненко Тетяна Михайлівна      | 04.11.2010            | середня | позапартійна                                          | Новоандріївська сільська рада, інспектор ВОС                              |
| 12              | Лях Галина Федорівна            | 04.11.2010            | середня | позапартійна                                          | ДП «Ілліч-Агро Крим» ПАТ «ММК ім. Ілліча», філія агроцех № 62, бухгалтер  |
| 13              | Шутов Анатолій Миколайович      | 04.11.2010            | середня | позапартійний                                         | ДП «Ілліч-Агро Крим» ПАТ «ММК ім. Ілліча», філія агроцех № 62, тракторист |
| 19              | Банніков Олександр Іванович     | 04.11.2010            | середня | позапартійний                                         | ДП «Ілліч-Агро Крим» ПАТ "ММК ім. Ілліча"філія агроцех № 62, тракторист   |